# Spolkový kriminální úřad (Německo)

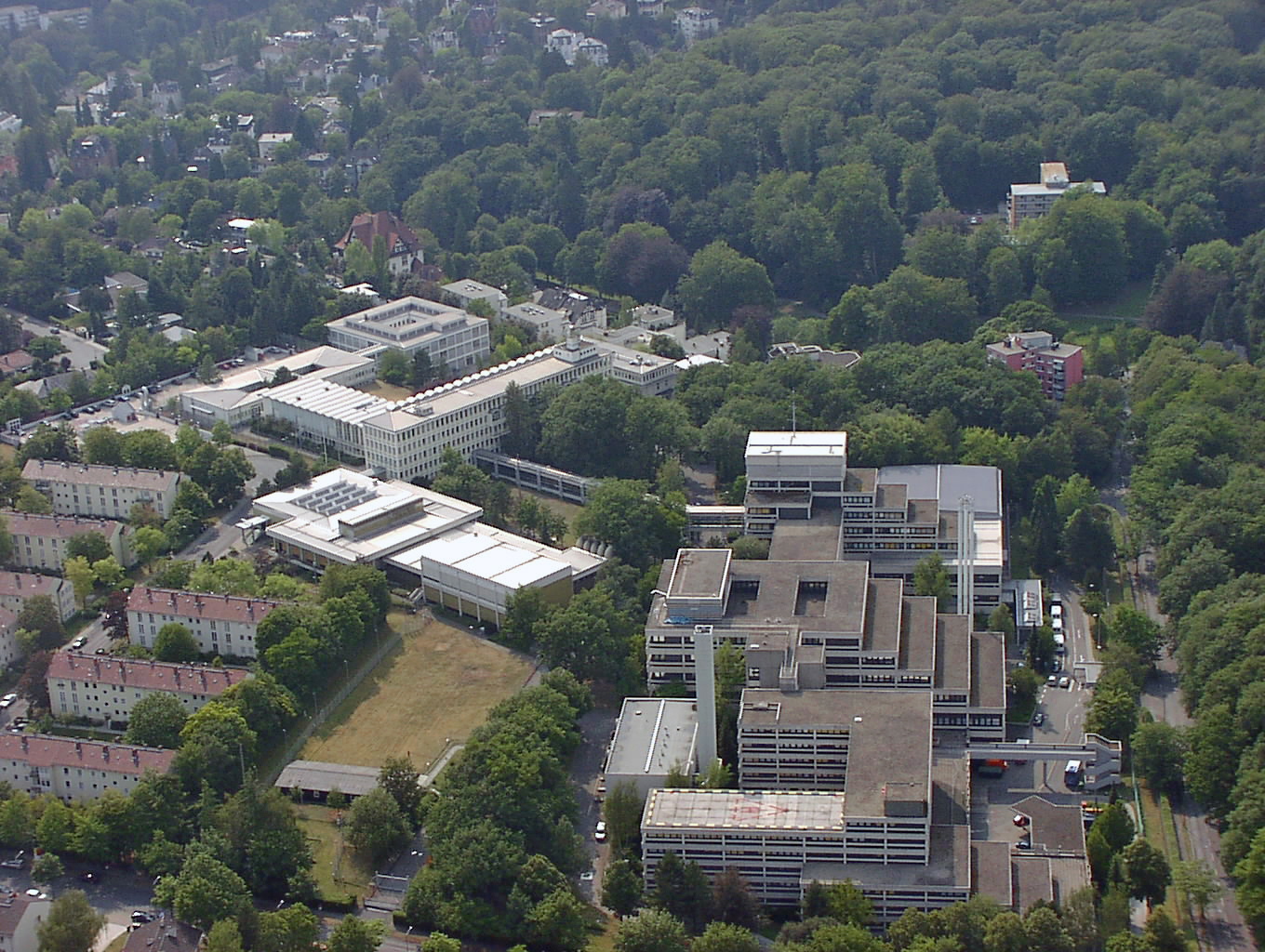
Letecký pohled na hlavní sídlo úřadu

Spolkový kriminální úřad (německy Bundeskriminalamt, zkratkou BKA) je spolkový úřad v Německu přímo podřízený spolkovému ministerstvu vnitra. Jeho hlavní sídlo je ve Wiesbadenu v Hesensku a jeho úkolem je ve spolupráci se zemskými kriminálními úřady koordinovaně bojovat proti zločinům většího rozsahu a také zastupovat Německo v mezinárodních vyšetřováních v rámci Interpolu, typicky se zabývá organizovaným zločinem a terorismem. Kromě toho má na starost ochranu ústavních činitelů.
K roku 2015 měl úřad přibližně 5500 zaměstnanců a od prosince 2014 byl v jeho čele Holger Münch.